# Пембе Мармара
Пембе Мармара (25 грудня 1925 — 31 січня 1984) — турецька кіпрська поетеса. Вона була однією з найбільш важливих турецько-кіпрських поетес 1940-х років  і однією з найперших турецько-кіпрських поетес. На її поезію сильно вплинув рух Гаріпа в Туреччині, і вона писала сатиричні твори вільними віршами. Її поезія також відрізняється від націоналізму, характерного для поезії турків-кіпріотів її часу, натомість більше зосереджується на досвіді турецького кіпріота.

## Життя
Мармара народилася в заможній родині під назвою «Сарач», яка веде свій родовід з Анатолії часів османського завоювання Кіпру в 1571 році. Її батько, Юсуф Сарач Хюсейн, був відомий як «Бакалійник Хасан». Мармара почала своє освітнє життя в дошкільному закладі Yenicami, після чого вступила до початкової школи для дівчат Ayasofya та середньої школи для дівчат Victoria. Потім навчалася в педагогічній академії і стала вчителем початкових класів, працюючи в початковій школі Аясофії.
Спочатку вона писала під такими псевдонімами, як Невін Нале, Ґюлен Гайє, Лафазан Мечхул («невідомий балакучий»), Фунда та Фіртина, і навіть як така відчувала великий страх переслідування. Це сталося через те, що її батько та патріархальне суспільство в той час вважали жіночу поезію скандальною та неправильною, а також заборону британського колоніального уряду державним службовцям публікувати письмові роботи, що коштувало їй роботи. За словами її сестри, їхній батько, прочитавши в газеті один із віршів Мармари, написаний нею під псевдонімом, роздратований увірвався до них додому, сказавши, що він прочитав вірш, написаний жінкою, і "небо впаде їм на голову", так як "у [них] жінок не залишилося сорому".
Її поезія поступово стала добре відомою на Кіпрі та в Туреччині, її вірші публікувалися в журналах I. ve II. Demet Şiir Seçkinleri на Кіпрі та Yedigün у Туреччині. Однак переважна більшість її віршів була опублікована в турецько-кіпрських газетах між 1944 і 1958 роками  Вона була однією з небагатьох видатних жінок у турецько-кіпрському суспільстві 1940-х років, серед інших – поетеса Уркіє Міне Балман, музиканти Камран Азіз і Тюркан Азіз і бізнесмен Ведія Барут.
Незабаром вона подружилася з поетами в Туреччині. З Ümit Yaşar Oğuzcan, одним із цих друзів по листуванню, у неї зав’язався роман, який кожен висловив у своїх віршах. Потім вони заручилися через обручку, яку Огузджан надіслав, заховану в книзі, що він надіслав їй. Батько Мармари був обурений цією перспективою, але був змушений поступитися, коли його дочка перестала їсти. Він відправив брата Мармари  до Стамбула на зустріч з Огузджаном. Однак її брат повернувся з категоричною відмовою від перспектив, сказавши, що Огузджан «товстун і заїка». Це психологічно спустошило Мармару і вплинуло на її поезію.
Пізніше вона вийшла заміж за психіатра Седат Бейкер, з яким вони на деякий час переїхали до Стамбула. У 1960 році народився її син Улус Бейкер, який згодом стане відомим соціологом. Потім пара розлучилася, а Бейкера вбили в Кіренії через позашлюбний любовний зв'язок. Мармара, розбита горем, повернулася до Стамбула з сином. Пізніше у неї виявили рак і вона повернулася на Кіпр. Вона жила в будинку на вулиці Абді Чавуш в огородженому стінами місті Нікосія, з яким її пов'язали , і померла там 31 січня 1984 року

## Поезія
Пембе Мармара належала до «поетичної генерації 40-х років» турецької кіпрської літератури. Хоча її традиційно об'єднували разом з іншими турецько-кіпрськими поетами як «romantik hececi» («романтичний текстописець»), вона мала особливий стиль, на який більше вплинув рух поетів Гаріп у Туреччині, очолюваний Орханом Велі Каніком. У своїй поезії Мармара широко використовувала вільні вірші. За словами Тамера Онджула, який називає Мармару «однією з найкваліфікованіших поетів того періоду», Мармара трималася осторонь від іншого «романтичного гецецилера» та видатних турецько-кіпрських поетів свого часу, які писали в націоналістичному виданні Çığ, і писала іронічні та сатиричні вірші на соціальні теми у стилі вільного вірша, натхнена рухом Гаріпа та Назімом Хікметом. Онджюль пише, що Мармара, «здається, вирішила питання ідентичності», оскільки її поезія «не є інструментом для шовінізму» чи «націоналістичних проповідей», а темами її віршів є її власний турецько-кіпрський народ. Однак, за словами Онцюль, пізніше в її літературній кар’єрі, після перерви в письменництві, її стиль більше нагадує «hececiler», від якого вона трималася подалі. Талат Саїт Халман вказує на конфлікт між «периферією», її кіпрською батьківщиною та чіткою лінією думок, пов’язаною з нею, та «метрополією», лінією думок, яка була б більш приємною для літературних журналів у Стамбулі у творах Мармари. Неріман Кахіт називає Мармару поетесою з «найбільшою кількістю кіпрського» у своїх творах серед видатного квартету письменниць її покоління, до якого входять Пембе Мармара, Уркіє Міне Балман, Некла Саліх Суфі та Енгін Ґенюл (Еміне Октан). За словами Кахіта, Мармара є одним із перших турецько-кіпрських поетів, які писали сатиру, водночас дбаючи про особисте та громадське бачення. Кахіт далі пише, що її вірші завжди несуть «глибоку чутливість», а також іноді любов, страх і біль, і що з часом, коли вона була пригнічена соціальними очікуваннями та традиційними цінностями, її центр змістився з суспільного на особистісте. Її вірші чітко відображають перебіг її життя. Деякі її вірші присвячені її коханню з Огузджаном.
Ілкнур Онол Яшар стверджує, що на Мармару вплинув Данте Аліг’єрі щодо її поглядів на її життя та смерть, про що свідчить рядок «Буде подорож у потойбіччя» у її вірші 1951 року «Yolculuk» («Подорож»). Критична стаття Хікмета Діздароглу, опублікована в турецькому журналі Oğuz у 1952 році про турецько-кіпрську поезію, стверджувала, що Мармара використовує мову «бездоганно», а слова, які демонструють деяку «відчуженість» у поезії Енгіна Ґенюла, «ідеально вписуються» в поезію Мармари. Стаття порівнювала стиль Мармари з «мрійливим ліризмом» Халіде Нусрет Зорлутуни, вказуючи, що її вірш «Бахар» нагадує вірш Зорлутуни «Гіт Бахар!».
Мармара має лише одну книгу, Pembe Marmara – Şiirler, збірку її віршів, починаючи з 1945 року, посмертно опубліковану в 1986 році її сестрою. Творчість Мармари високо оцінив турецький історик літератури Ніхат Самі Банарлі. Про поезію сама Мармара сказала: «Поезія є поезією лише тоді, коли вона омиває нашу душу дощем сенсу та емоцій. Я не роблю різниці між римованими віршами і вільними віршами, але я трохи консервативна. Я шукаю в поезії емоції, зміст і сенс, музику».